# Некробиоз
Некробио́з (от греч. νεκρός — мёртвый и греч. βίος — жизнь) — необратимые изменения в клетках, которые предшествуют её некрозу. Некробиоз сопровождается нарушениями в клетке обмена веществ, что может приводить к жировому или иному перерождению клетки. Наиболее характерные признаки некробиоза — это изменения клеточного ядра в виде кариопикноза, кариорексиса и кариолизиса, а также изменения цитоплазмы в виде нарушения её вязкости и дезорганизации ферментативных систем клетки. При некробиозе, как правило, отмечается метахромазия гистологических окрасок.
Некробиоз является редким специфическим симптомом сахарного диабета 1-го типа. 